# Nambambo
Nambambo è una circoscrizione urbana (urban ward) della Tanzania situata nel distretto di Nachingwea, regione di Lindi. Conta una popolazione di 16 592 abitanti (censimento 2012).